# Hansjörg Schlager
Hansjörg Schlager (* 20. August 1948 in Langenau; † 10. März 2004 in Titisee-Neustadt) war ein deutscher Skirennläufer. Er gehörte von Ende der 1960er Jahre bis Mitte der 1970er Jahre der deutschen Skinationalmannschaft an und war zusammen mit Christian Neureuther einer der stärksten Slalomfahrer des Teams. 1970 und 1973 wurde er Deutscher Meister im Slalom.

## Biografie
Schlager wurde als Sohn eines Hoteliers geboren und wuchs im Schwarzwald zu Füßen des Feldberges auf. Im Alter von 15 Jahren begann er, gezielt an einer Karriere als alpiner Skirennläufer zu arbeiten, und schaffte Ende der 1960er Jahre den Sprung in die deutsche Skinationalmannschaft. Anfänglich war er als Abfahrer erfolgreich. Im Februar 1968 holte er mit einem siebten Platz im Abfahrtslauf von Chamonix seine ersten Weltcuppunkte. Zwei Jahre später nahm er in Gröden zum einzigen Mal in seiner Karriere an Skiweltmeisterschaften teil und fuhr in der Kombination auf den sechsten Platz.
Fortan konzentrierte er sich auf den Slalom. In dieser Disziplin war er 1970 auch erstmals Deutscher Meister geworden. Der Erfolg bestätigte diesen Schritt. Nach zwischenzeitlichen Misserfolgen, so erreichte er bei den Olympischen Winterspielen in Sapporo nur den 18. Rang, konnte er sich zwischen 1973 und 1975 insgesamt neun Mal unter den besten Zehn platzieren. Im Januar 1974 gelang ihm beim Heimslalom von Garmisch-Partenkirchen mit Platz 3 das beste Resultat seiner Laufbahn. Als in den ersten Rennen der Saison 1975/76 weitere Erfolge ausblieben, wodurch er vom DSV nicht für die bevorstehenden Olympischen Spiele nominiert worden war, erklärte er am 26. Januar 1976 seinen Rücktritt vom Leistungssport.
Dem alpinen Skisport im Schwarzwald blieb Schlager weiter verbunden. Für seine Verdienste wurde er 1995 anlässlich des 100-jährigen Bestehens des Skiverbandes Schwarzwald mit dem Goldenen Ski ausgezeichnet. 2002 wurde bei ihm Amyotrophe Lateralsklerose diagnostiziert. Zwei Jahre darauf erlag er im Alter von 55 Jahren seiner Krankheit.